# Подільність
Подільність — властивість натуральних та цілих чисел. Число {\displaystyle a} ділиться на {\displaystyle b},
(відповідно, число {\displaystyle b} є дільником {\displaystyle a),} якщо частка {\displaystyle {\frac {a}{b}}} — ціле число
Будь-яке натуральне число ділиться на одиницю і на себе. Якщо число не має інших дільників, то таке число називається простим, в іншому разі — складеним.
Властивості простих чисел і питання подільності займали думки науковців принаймні з часів Піфагора, і досі не вичерпали себе. Завдяки розвитку криптографії і розповсюдженню заснованих на теорії чисел алгоритмів, пов'язані з перевіркою на простоту і факторизацією дослідження перебувають на передовому краю математики.

## Історія
Питання подільності натуральних чисел розглядалися уже в античні часи. Евкліду належить один з найвідоміших результатів математики, твердження, що не існує найбільшого простого числа, тобто множина простих чисел — нескінченна. Він також навів найперший в історії алгоритм, а саме алгоритм Евкліда знаходження найбільшого спільного дільника двох натуральних чисел. Цікаво відзначити, що це — не тільки найдавніший, а й один з найефективніших алгоритмів в математиці, який майже не був вдосконалений за більш ніж дві тисячі років, що минули по тому. Але набагато раніше за Евкліда, Піфагор і піфагорійці розробили теорію досконалих і дружніх чисел, які відігравали важливу роль у їх філософській системі.
Подільність чисел, загальніших ніж цілі, було ретельно досліджено у 19 ст., починаючи з роботи Гауса про властивості гаусових цілих чисел, комплексних чисел вигляду {\displaystyle a+bi}, де {\displaystyle a,b\in \mathbb {Z} } — це звичайні цілі числа, а {\displaystyle i={\sqrt {-1}}} — це уявна одиниця. Гаус відкрив аналог алгоритму Евкліда і в такий спосіб довів однозначність факторизації гаусових цілих чисел. Чимало із спроб доведення великої теореми Ферма спиралося на однозначність факторизації алгебраїчних цілих чисел вигляду
{\displaystyle a_{0}+a_{1}\zeta +\ldots +a_{n-1}\zeta ^{n-1},}
де {\displaystyle \zeta } — це примітивний корінь з одиниці степені {\displaystyle n,\zeta ^{n}=1}, a {\displaystyle a_{0},a_{1},\ldots ,a_{n-1}\in \mathbb {Z} } — цілі числа. Однак виявилося, що у випадку загального {\displaystyle n} такі числа поводяться набагато складніше, ніж звичайні цілі, зокрема, для них не виконується однозначність факторизації на прості множники. У роботах Куммера, Кронекера і Дедекінда з теорії подільності алгебраїчних цілих чисел з'явились фундаментальні для сучасної математики поняття теорії кілець, на яких, разом з введеним Галуа поняттям групи, ґрунтується сучасна абстрактна алгебра.

## Пов'язані визначення
- Одиниця має рівно один дільник і не є ні простою, ні складеною.
- У кожного натурального числа, більшого за одиницю, є хоча б один простий дільник.
- Власним дільником числа називається всякий його дільник, відмінний від самого числа. У простих чисел існує лише один власний дільник — одиниця.
- Незалежно від подільності цілого числа {\displaystyle a} на ціле число {\displaystyle b\neq 0}, число a завжди можна розділити на b із залишком, тобто представити у вигляді:
{\displaystyle a=b\,q+r,} де {\displaystyle 0\leqslant r<|b|}.

У цьому співвідношенні число {\displaystyle q} називається неповною часткою, а число r — остачею від ділення {\displaystyle a} на {\displaystyle b}. Як частка, так і остача визначаються однозначно.
Число a ділиться без остачі на b тоді та лише тоді, коли залишок від ділення a на b дорівнює нулю.
- Всяке число, яке ділить як {\displaystyle a}, так і {\displaystyle b}, називається їх спільним дільником; максимальне з таких чисел називається найбільшим спільним дільником. У будь-якої пари цілих чисел є принаймні два загальних подільника: +1 та −1. Якщо інших спільних дільників немає, то ці числа називають взаємно простими числами.
- Два цілих числа {\displaystyle a} і {\displaystyle b} називають одноподільними на ціле число {\displaystyle m}, якщо або і {\displaystyle a}, і {\displaystyle b} ділиться на {\displaystyle m}, або ні {\displaystyle a}, ні {\displaystyle b} не діляться на нього.

### Позначення
- {\displaystyle a\,\vdots \,b} означає, що {\displaystyle a} ділиться на {\displaystyle b}, або що число {\displaystyle a} кратне числу {\displaystyle b}.

- {\displaystyle b\mid a} або {\displaystyle b\setminus a} означає, що {\displaystyle b} ділить {\displaystyle a}, або, що теж саме: {\displaystyle b} — дільник {\displaystyle a}.

## Властивості
Зауваження: у всіх формулах цього розділу передбачається, що {\displaystyle a,\,b,\,c} — цілі числа.
- Будь-яке ціле число є дільником нуля, при цьому частка дорівнює нулю:

{\displaystyle \quad 0\,\vdots \,a.}
- Будь-яке ціле число ділиться на одиницю:

{\displaystyle \quad a\,\vdots \,1.}
- На нуль ділиться лише нуль:

{\displaystyle a\,\vdots \,0\quad \Rightarrow \quad a=0},
причому частка в цьому випадку не визначена.
- Одиниця ділиться націло лише на одиницю:

{\displaystyle 1\,\vdots \,a\quad \Rightarrow \quad a=\pm 1.}
- Для будь-якого цілого числа {\displaystyle a\neq 0} знайдеться таке ціле число {\displaystyle b\neq a,} для якого {\displaystyle b\,\vdots \,a.}

- Якщо {\displaystyle a\,\vdots \,b} та {\displaystyle \left|b\right|>\left|a\right|,} то {\displaystyle a\,=\,0.} Звідси ж випливає, що якщо {\displaystyle a\,\vdots \,b} і {\displaystyle a\neq 0} то {\displaystyle \left|a\right|\geqslant \left|b\right|.}

- Для того щоб {\displaystyle a\,\vdots \,b} необхідно і достатньо, щоб {\displaystyle \left|a\right|\vdots \left|b\right|.}

- Якщо {\displaystyle a_{1}\,\vdots \,b,\,a_{2}\,\vdots \,b,\,\dots ,\,a_{n}\,\vdots \,b,} то {\displaystyle \left(a_{1}+a_{2}+\dots +a_{n}\right)\,\vdots \,b.}

- Властивість подільності є відношенням не суворого порядку і, зокрема, воно:
  - рефлексивне, тобто будь-яке ціле число ділиться само на себе: {\displaystyle \quad a\,\vdots \,a.}
  - транзитивне, тобто якщо {\displaystyle a\,\vdots \,b} і {\displaystyle b\,\vdots \,c,} то {\displaystyle a\,\vdots \,c.}
  - антисиметричне, тобто якщо {\displaystyle a\,\vdots \,b} і {\displaystyle b\,\vdots \,a,} то або {\displaystyle a\,=\,b,} або {\displaystyle a\,=\,-b.}

## Приклади
- 7 є дільник 42 оскільки {\displaystyle 7\times 6=42}, тому ми можемо сказати, {\displaystyle 7\mid 42}. Крім того, можна сказати, що 42 ділиться на 7, 7 ділить 42.
- Нетривіальними дільниками 6 є 2, −2, 3, й −3.
- Додатними дільниками 42 є 1, 2, 3, 6, 7, 14, 21, 42.
- {\displaystyle 5\mid 0}, оскільки {\displaystyle 5\times 0=0}.
- Множиною всіх додатних дільників 60 є, {\displaystyle A=\{1,2,3,4,5,6,10,12,15,20,30,60\}}, частково впорядкована множина, якій відповідає діаграма Гассе:

## Кількість дільників
Число додатних дільників натурального числа {\displaystyle n} зазвичай позначають {\displaystyle \tau (n)}, є мультиплікативною функцією, для неї є вірною асимптотична формула Діріхле:
{\displaystyle \sum _{n=1}^{N}\tau (n)=N\ln N+(2\,\gamma -1)N+O\left(N^{\theta }\right),}
в якій {\displaystyle \gamma } — стала Ейлера—Маскероні, а для {\displaystyle \theta } Діріхле отримав значення {\displaystyle {\frac {1}{2}}.} Цей результат багаторазово поліпшувався, і останнім часом найкращий відомий результат {\displaystyle \theta ={\frac {131}{416}}} (отримано у 2003 р. Хакслі). Однак, найменше значення {\displaystyle \theta }, при якому ця формула залишиться вірною, невідоме (доведено, що воно не менше, ніж {\displaystyle {\frac {1}{4}}}).
При цьому середній дільник великого числа n в середньому росте як {\displaystyle {\frac {c_{1}n}{\sqrt {\ln n}}}}, що було виявлено А. Карацубою.. З комп'ютерних оцінок М. Корольова{\displaystyle c_{1}={\frac {1}{\pi }}\prod _{p}\left({\frac {p^{3/2}}{\sqrt {p-1}}}\ln \left(1+{\frac {1}{p}}\right)\right)\approx 0{,}7138067}.

## Узагальнення
Поняття подільності узагальнюється на довільні кільця, наприклад кільце многочленів.